# 程丞
程丞（1978年—）湖北衛視女主播，《湖北新闻》主持人。湖北卫视主持人比赛第四名出道。
2011年短暫接下《我就是天才》節目，面對主播轉型成綜藝主持人的風格困境，上央視談話類節目《购时尚》尋求風格與轉型幫助，暢談自己求學與转型过程。

## 節目
- 时政新闻节目《湖北新闻》[4]
- 民生新闻《天天汇报》
- 资讯新闻《新闻在线》[5]
- 娱乐综艺类《我就是天才》